# Groupe d'intervention nationaliste
Pour les articles homonymes, voir GIN.
Le Groupe d’intervention nationaliste ou Groupe d'intervention nationale (GIN) était un groupement clandestin nationaliste français fort d'une trentaine de membres. Lui ont été attribuées plusieurs actions violentes commises entre 1974 et 1980 à Paris et dans la région de Marseille. Il aurait été composé d'éléments issus du service d'ordre de l'ex-mouvement Ordre nouveau, dissous en 1973.
Le GIN aurait participé à l'opération « nettoyage de printemps » avec la participation du Service d'action civique et des services de police.

## Historique
Constituée de membres principalement issus du GUD, le Groupe d'intervention nationaliste est à l'origine la structure clandestine d'Ordre nouveau. Il est l'héritier du "groupe action" d'Occident, dont plusieurs membres rejoignent d'ailleurs le GIN. 
A sa fondation en 1972, le groupe est dirigé par Alain Robert, Pierre Bugny et Bernard Lescrainier (ancien membre des commandos Delta).
La première action du GIN a lieu le 27 mai 1972, avec l'attaque des militants de la Ligue communiste qui occupaient les locaux du centre universitaire Censier. 
Tout au long de l'histoire de GIN, les services de renseignement peinent à identifier les membres du groupe mais aussi leurs actions, qui ne sont pas toutes revendiquées et relèvent parfois du délit de droit commun pour s'autofinancer. 
Après la dissolution d'Ordre nouveau, le GIN entretient des liens avec le Parti des forces nouvelles : le chef du GIN, Daniel Moschini, est également celui du service d'ordre du PFN en 1975. 
Ancien garde du corps de Valéry Giscard d'Estaing, Daniel Moschini aurait également été (bien que ces affirmations soient probablement exagérées, selon Frédéric Charpier) mercenaire en Angola, membre des commandos anti-ETA, des Guérilleros du Christ-Roi, des services secrets portugais et d'Aginter presse.
A l'origine concentré sur les locaux d'extrême gauche, le groupe élargit progressivement ses cibles et réalise parfois des attentats commandités par d'autres organisations. Ainsi, il lui arrive de collaborer avec la Sécurité militaire pour s'attaquer à des associations antimilitaristes (et leur dérober leurs fichiers), avec le Service d'action civique, ou avec des membres de la Nouvelle action française qui commandent des attaques contre leur direction, perçue comme étant trop à gauche ,. 
Ordre nouveau était divisé sur le sujet du GIN, dont les collaborations avec le gouvernement risquaient de nuire à son image. De plus, certains membres du GIN rejoignent le grand banditisme faute de formation idéologique. Le groupe disparaît avec la perte de vitesse du Parti des forces nouvelles, et ses membres sont en partie recrutés par des sociétés de gardiennage. 

## Actions
- 20 mars 1974 : saccage des locaux des organisations étudiantes de la faculté Saint-Charles, du journal Libération et de l'UNEF à Marseille, dans l'objectif de « faire la Saint-Barthélemy du gauchisme »[8].
- 15 janvier 1975 : incendie des locaux du journal Révolution  à Paris, après cela ils attaquent une personne et redémarrent un autre petit incendie[9].
- 15 janvier 1975 : attaque de deux réunions, l'une du comité de soutien à Bernard Rémy, l'autre du comité antimilitariste, plusieurs blessés dont la mère de Bernard Rémy[10].
- 19 janvier 1975 : actions contre un comité de soutien à un insoumis[11].
- 5 mars 1975 : attaque des locaux du journal Révolution par un commando se réclamant du GIN[12].
- 6 mars 1975 : attentat contre locaux du journal Libération.
- 29 avril 1975 : engins incendiaires contre un bus en direction du Portugal[13].
- Mai 1975 : Attaque des locaux de la Ligue communiste révolutionnaire (LCR) au 10 impasse Guéménée à Paris
- 6 juin 1975 : attentat à l'explosif contre une librairie abritant le "Comité d'informations et de solidarité pour l'Espagne". Des tracts du GIN sont retrouvés sur place[14],[15].
- 15 juin 1975 : attentat contre l'éditeur Ebro à Paris[16].
- 8 octobre 1975 : saccage de l'agence Fotolib[17].
- Novembre 1975 : les écrans de deux cinémas et les spectateurs sont aspergés de peinture alors que L'Arbre de Guernica de Fernando Arrabal était diffusé[18].
- 31 décembre 1975 : enlèvement de Louis Hazan, dirigeant de la société Phonogram, par un commando dirigé par Daniel Moschini, chef du GIN et du service d'ordre du Parti des forces nouvelles[3].
- 11 avril 1976 : attentat à l'explosif contre le consulat des Etats-Unis à Nice revendiqué par le GIN[19].
- 17 janvier 1980 : attaque et enlèvement au musée Grévin de la statue de Georges Marchais, replacée dans la fosse aux ours de la ménagerie du Jardin des plantes[20],[21],[22],[23].
- 17 juillet 1980 : cocktails molotov contre l'ambassade d'Afghanistan à Paris[24].